# Arroyo Capilla Vieja
El arroyo Capilla Vieja es un curso de agua uruguayo que atraviesa el departamento de  Paysandú perteneciente a la cuenca hidrográfica del Río de la Plata.
Nace en la Cuchilla de Haedo y desemboca en la río Queguay Grande tras recorrer alrededor de  28 km.